# Antonio Álvarez Pérez (profesor)
Antonio Álvarez Pérez (Ceadea, Fonfría, Zamora, 19 de agosto de 1921-Alicante, 14 de agosto de 2003) fue un maestro español, autor de la Enciclopedia Álvarez, una serie de libros de texto que se utilizaron en España entre 1952 y al menos hasta 1967, y fueron básicos para la educación de millones de niños españoles. De los libros exclusivos para escolares se editaron unos 22 millones de ejemplares, y sumando los libros auxiliares, libros de ejercicios, libros para el profesor y otros, llegarían a los 34 millones de ejemplares editados.

## Biografía
Antonio Álvarez estudió magisterio y en 1940, una vez finalizada la carrera, fue destinado como maestro a Asturias. En 1944 logró plaza en la ciudad de Zamora en donde permaneció hasta que en 1956 fue destinado a Valladolid, localidad en la que ejercería de maestro hasta que en 1958, tras el éxito de su obra Enciclopedia Álvarez, pidió una excedencia para dedicarse íntegramente a las labores editoriales, aunque mantenía un puesto de "director honorario" en un centro de Valladolid en el que iba a probar las innovaciones y a escuchar sugerencias de los maestros e inspectores.
En 1949 residiendo en Zamora se casó con María del Rosario Hernández Nieto, con la que tuvo tres hijos.

## La Enciclopedia Álvarez
Fue una serie de libros de texto tipo enciclopédicos, en los que se incluían todas las materias del curso, que se publicaron entre 1952 y 1966. Llegaron a copar el 80 % del mercado del libro de texto de la época, había otras enciclopedias como la Bruño o la Luis Vives. Fue el libro de texto de 8 millones de niños españoles. La obra se distingue por ser intuitiva, sintética y práctica.
Siguiendo las directrices del régimen franquista, los textos hacían proselitismo del propio régimen y sus fundamentos, así como sobre la doctrina católica, mostrando de forma negativa y condenatoria la Segunda República española y las ideologías de izquierda. Mostraba la guerra civil española como una cruzada contra los rojos y el comunismo.
La obra estaba destinada a ser aprendida de memoria ya que su confección se basaba en la máxima «solo se sabe lo que se recuerda». Esta forma de aprender, que era la habitual de la época, fue completada con la práctica sistematizada. El propio Álvarez en una entrevista antes de su fallecimiento dice:  

La clave del éxito fue el libro del maestro, o sea la práctica, las actividades que afianzaban los conocimientos.

Se editaron en total unos 34 millones de libros (entre los de texto, ejercicios, cartillas y los libros de los profesores). En 1997 se realizó una serie de ediciones facsímiles que tuvieron una buena acogida. Estas ediciones las hizo la editorial EDAF.